# Amphisbaena ridleyi
Amphisbaena ridleyi é uma espécie de cobra-cega, do gênero Amphisbaena, endêmica do arquipélago de Fernando de Noronha, na costa brasileira. É uma das duas únicas espécies de répteis nativas do local.